# Herb Snitzer
Herb Snitzer (* 1932 in Philadelphia; † 31. Dezember 2022) war ein US-amerikanischer Jazz-Fotograf.
Snitzer studierte am Goddard College mit dem Master-Abschluss und am Philadelphia College of Art. Nach dem Abschluss 1957 zog er nach New York City. Er ist seit den 1950er Jahren als Jazzfotograf aktiv. Seine Fotos wurden unter anderem in Down Beat, Metronome, Life Magazine, Look, der Saturday Evening Post, Fortune, Times, New York Times, Herald Tribune und auf zahlreichen LP und CD-Covers veröffentlicht. Beim Jazzmagazin Metronome war er Fotograf und Associate Editor.
Er wohnte in St. Petersburg, Florida, und war Artist in Residence am Eckerd College.
Snitzer hatte Ausstellungen außer in Florida in St. Louis, Kalifornien (Los Angeles), Boston, Oregon und Pittsburgh. Seine Fotos sind unter anderem in den Sammlungen des Museum of Modern Art, des Houston Museum of Fine Arts und des Boston Museum of African American History. Neben Jazzmusikern wie Nina Simone (die er 30 Jahre auf Reisen begleitete), Miles Davis, John Coltrane, Dizzy Gillespie, Count Basie und Louis Armstrong fotografierte er auch Aktivisten der Bürgerrechtsbewegung der 1960er Jahre.
2012 erhielt er den  Lona Foote-Bob Parent Award for Photography der JJA Jazz Awards. Er erhielt einen Lifetime Achievement Award der NAACP.

## Schriften
- Glorious days and nights. A Jazz  memoir, University of Mississippi Press 2011
- Jazz: A Visual Journey, Notables Publishing 1985
- Photographs from the Last Years of Metronome, Sheldon Art Gallery 2008
- Reprise, The Extraordinary Revival of Early Music, Little Brown
- Today Is For Children, The Macmillan Company
- Living @ Summerhill, The Macmillan Company
- mit Marya Mannes: The New York I Know, Lippincott